# Polacanthopoda
Polacanthopoda là một chi bướm đêm thuộc họ Noctuidae.

## Các loài
- Polacanthopoda anthina Jordan, 1926
- Polacanthopoda humphreyi Hampson, 1911
- Polacanthopoda naveli Le Cerf, 1922
- Polacanthopoda tigrina Druce, 1882